# Parti Radical Réformiste
De Parti Radical Réformiste (Nederlands: Radiaal-Reformistische Partij) was een liberale partij in het kanton Jura.
De PRR werd in 1974 opgericht als afsplitsing van de Vrijzinnig Democratische Partij (FDP), omdat de Bernse afdeling zich keerde tegen de oprichting van een zelfstandige partijafdeling voor de Jura, toen nog een streek binnen het kanton Bern. De FDP verzette zich tegen de Jurastische separatistische neigingen. De PRF was juist groot voorstander van een eigen Jurastisch kanton. 
De PRR, geleid door voorheen vooraanstaande FDP'ers zoals Roger Jardin, verwierf binnen korte tijd sympathie onder liberale separatisten in de Jura. In 1976 werd Jardin voor de PRL in de grondwetgevende vergadering van het kanton in wording Jura gekozen. Na de stichting van het kanton Jura (zie: Geschiedenis van Jura (kanton)) werden afgevaardigden van de PRR in het Parlement van Jura gekozen.
De PRR speelde tijdens de beginjaren van het kanton Jura nog een belangrijke rol o.a. dankzij het feit dat Jardin minister van Onderwijs en Sociale Zaken was (1979-1986). Van 1 januari tot 31 december 1983 was Jardi voorzitter van de Regering van het kanton Jura. De partij verdween echter halverwege de jaren 80 van het toneel.